# Clay Shirky

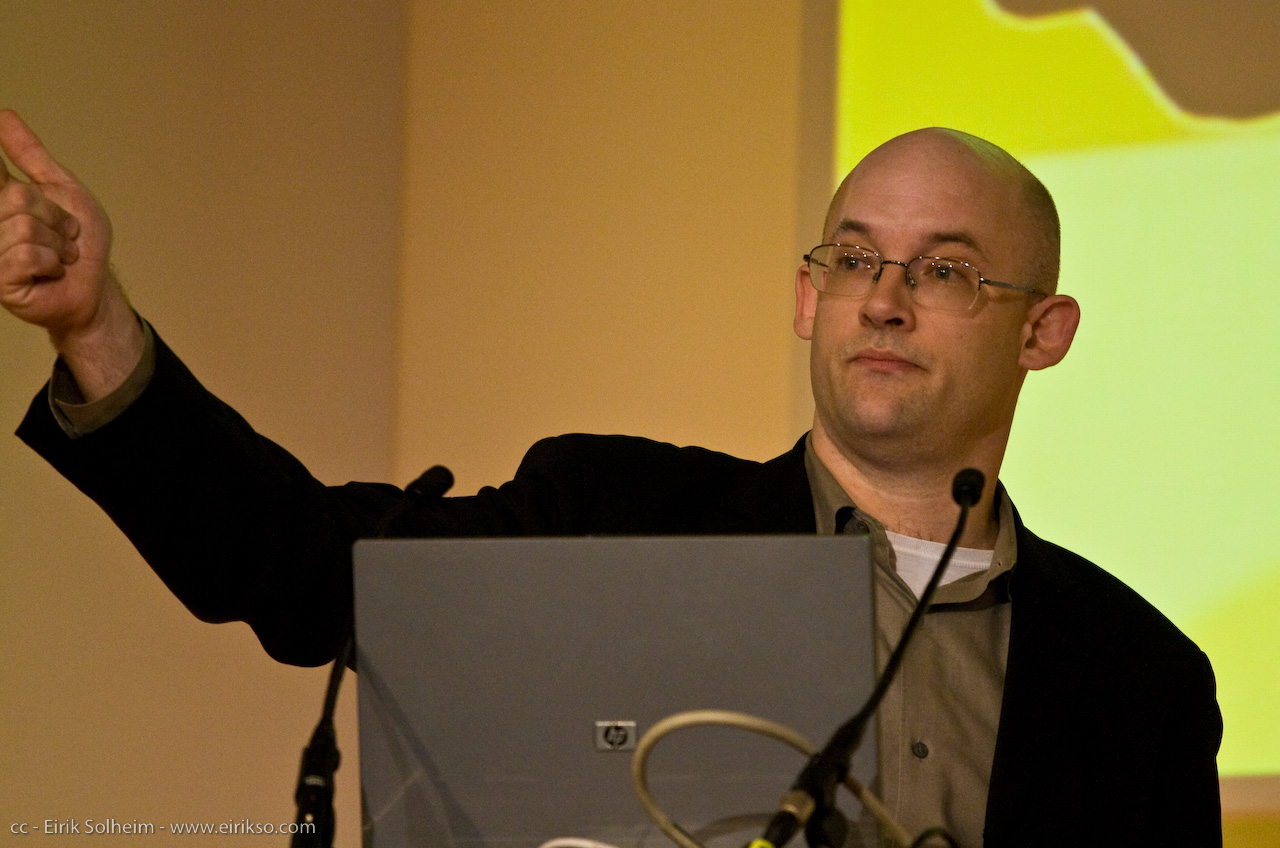
Clay Shirky en una conferencia. Foto por Eirik Solheim

Clay Shirky (Nova York, 1964) és un periodista, consultor, escriptor i professor estatunidenc. Actualment, treballa com a professor adjunt a la Universitat de Nova York i és expert en xarxes socials. És autor de diverses publicacions que analitzen l'impacte d'Internet i les noves tecnologies en les persones, en les empreses i en la societat. Els seus articles han estat publicats a grans diaris de reconeixement internacional, com The New York Times o la revista Wired.
Des de l'aparició el 2008 del seu llibre Here Comes Everybody, s'ha revelat com un dels pensadors més influents en el camp d'Internet i les xarxes socials. En aquesta obra aborda les repercussions dels nous mitjans digitals en la capacitat d'organitzar-se i col·laborar en accions col·lectives sense necessitat de les estructures tradicionals.
En el seu llibre Cognitive Surplus (2010) reprèn el concepte de cooperació. Shirky afirma que les noves tecnologies ens permeten unir esforços i que en molts casos ho fem de manera altruista i generosa perquè satisfà les nostres necessitats humanes ancestrals de compartir, de relacionar-se, de cooperar i de ser creatius. Així doncs, i per posar un exemple, la societat actual disposa d'una gran quantitat de temps lliure que dedica a contribuir i col·laborar en projectes tan enriquidors com la Viquipèdia.
Shirky afirma que les noves tecnologies ens permeten unir esforços i que en molts casos ho fem de manera altruista i generosa perquè satisfà les nostres ansietats humanes ancestrals de compartir, relacionar-se, de cooperar i de ser creatius.

## Biografia
Es trasllada a Nova York després de graduar-se a la Universitat Yale com a llicenciat en Belles Arts el 1986. En la dècada dels 90, funda el Hard Place Theater, una companyia de teatre on es va produir el teatre no-ficció utilitzant únicament materials trobats, com documents governamentals, transcripcions i registres culturals. Més tard, treballa com a dissenyador d'il·luminació per a un altre teatre i companyies de dansa, incloent Wooster Group, Elevator Repair Service i Dana Reitz.
Durant aquest temps, Shirky va ser vicepresident de l'edició de Nova York de l'Electronic Frontier Foundation i va escriure guies tecnològiques per Ziff Davis. Apareix com a testimoni expert en cibercultura en Shea v. Reno, un cas citat en la decisió de la Cort Suprema dels Estats Units per derogar la Llei de Decència en les Comunicacions el 1996.
Shirky va ser el primer professor de New Media en el departament de Ciències de la Informació al Hunter College, on es va desenvolupar el programa de Mitjans en Arts. La tardor de 2010, va ser professor adjunt a Morrow John F. Kennedy School of Government de la Universitat Harvard instruint el curs "New Media and Public Action".

## Obres
- The Internet by E-Mail (1994)
- Voices from the Net (1995)
- P2P Networking Overview (2001)
- Planning for Web Services: Obstacles and Opportunities (2003)
- Articles publicats al The Best Software Writing I, Joel Spolsky ed. (2005): 
  - A Group is its Own Worst Enemy por Clay Shirky
  - Group as User: Flaming and the Design of Social Software por Clay Shirky
- Here Comes Everybody I Here Comes Everybody: The Power of Organizing Without Organizations (2008)
- Cognitive Surplus: Creativity and Generosity in a Connected Age (2010)